# 佐勒菲卡尔·阿里·布托
佐勒菲卡尔·阿里·布托（1928年1月5日—1979年4月4日），第4任巴基斯坦总统，巴基斯坦政治家、曾任总理及总统。巴基斯坦人民黨的創黨領袖，1972年开启并主导了巴基斯坦的核武器研发。

## 早年生活
佐勒菲卡尔·阿里·布托来自一个信德族和拉傑普特穆斯林家族。他的父亲沙阿·納瓦茲·布托是印度朱纳格特土邦末代納瓦卜的財政、稅務和民事審判官迪萬并和英屬印度的政府关系密切。曾在美国加州大学伯克利分校学习法律，后在英国开律师业和执教。1953年回巴基斯坦，在卡拉奇开律师业。

## 政治生涯
1957年出任驻联合国大使。1958年阿尤布·汗夺取政权后，任贸易部长。1963年任外交部长，他极力使巴基斯坦摆脱对西方强国的依赖，进一步密切与中国的关系。1965年辞职，建立了巴基斯坦人民党。后来，阿尤布·汗的政府被叶海亚·汗将军推翻。东巴基斯坦独立成为孟加拉人民共和国以后，1971年12月20日叶海亚·汗又把政权移交给布托。
布托出任总统后，他把关键性的工业收归国有，并且向土地占有者征税。1973年改任总理兼外交、国防和内政部长。
1976年5月27日，阿里·布托出访中华人民共和国，是中共中央主席毛泽东最后一次接见的外宾。

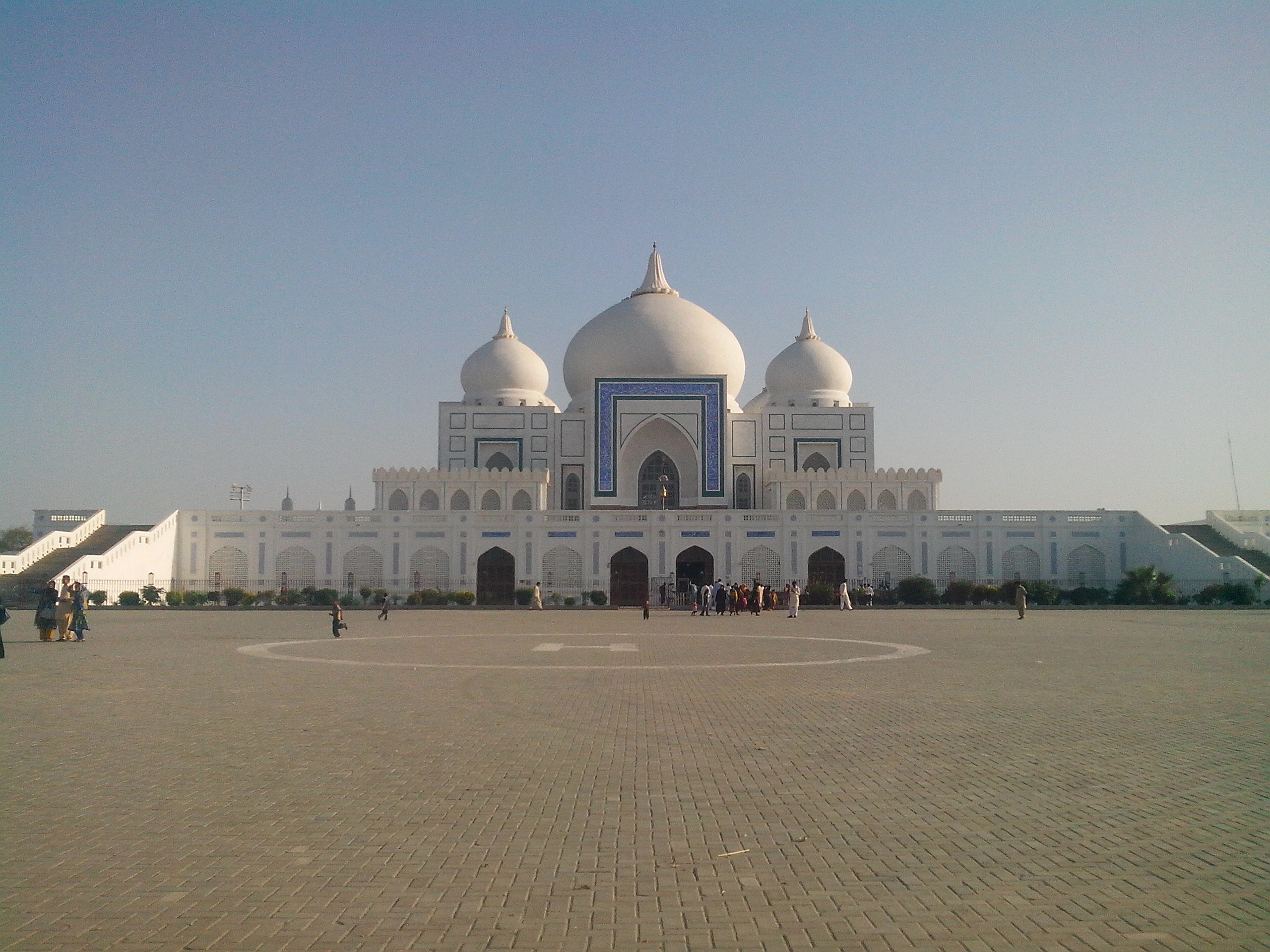
布托家族陵寢

1977年，他被軍人穆罕默德·齐亚·哈克推翻並囚禁。布托以1974年下令杀害政敌的罪名受审，1979年4月4日因涉嫌谋杀Ahmad Raza Khan Kasuri被穆罕默德·齐亚·哈克处以绞刑。
他的女兒贝娜齐尔·布托於1988－1990年，1993－1996年曾經擔任巴基斯坦總理，是伊斯蘭國家首位女總理。2007年12月27日，她在參加競選集會時遇刺身亡。

## 个人生活
布托是一名什叶派穆斯林。他有三段婚姻。1943年，他和表亲Shireen Amir Begum结婚，但两人一直分开居住。直到布托后来成为总统，来自保守家庭的Shireen Amir Begum不愿意搬到首都居住和在外面公开露脸。1951年9月8日，布托和伊朗库尔德人努斯拉特·伊斯凡尼结婚。努斯拉特的父亲是一位商人，印巴分治后從孟买搬到卡拉奇。努斯拉特婚后诞下两子两女，长女是日后成为总理的贝娜齐尔。
有报道称布托在1971年娶了第三位妻子，孟加拉裔的Husna Sheikh。后者在离婚后嫁给布托，而布托由于努斯拉特的不满也一直没有公开他第三段婚姻。

## 布托社会主义
“布托社会主义”是布托在1960年代—1970年代倡导并实施的社会主义。布托认为，伊斯兰教与社会主义是相容的，认为这两者并不矛盾；他指出，伊斯兰教提倡平等，而社会主义则是实现平等的新途径。他认为，没有伊斯兰教的最高权威，巴基斯坦无法维持下去，而社会主义的政府形式并不与这一最高权威相对立，相反，社会主义将使全体公民成为伊斯兰教准则的维护者。1967年11月，巴基斯坦人民党成立，该党的基本原则包括：信仰伊斯兰教、政治是民主、经济是社会主义、力量源泉是人民。布托认为，只有社会主义才能拯救巴基斯坦，主张实行共和制，以保障民主自由；在经济和社会正义的基础上建立无阶级社会；对重工业、银行、交通和保险公司实施国有化；废除封建残余，进行土地改革，鼓励农村合作化运动；改善工人的生活和劳动条件，保障罢工权并扩大工会权力。1971—1977年布托执政期间，曾实施国有化、劳动、教育和土地等一系列改革。1977年7月，巴基斯坦发生政变，军政府上台，布托社会主义宣告失败。